# Jornada de oito horas

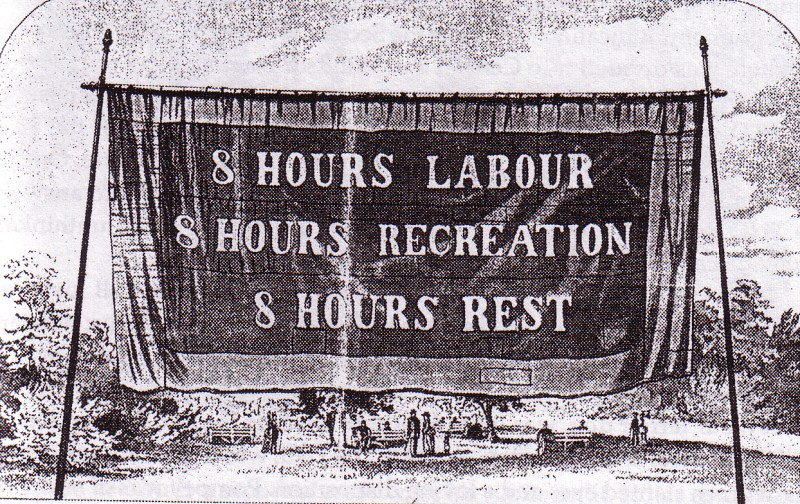
Banner exibindo o lema de Robert Owen, defendendo a jornada de oito horas.

A jornada de oito horas faz referência a reivindicação do movimento operário pela redução da jornada de trabalho e o estabelecimento das oito horas de trabalho diárias ou 48 horas semanais, que teve origem nas condições penosas de trabalho da Revolução Industrial na Grã Bretanha em meados do século XIX.
Robert Owen difundiu a ideia que a qualidade do trabalho de um trabalhador tem uma relação diretamente proporcional com a qualidade de vida do mesmo e para qualificar a produção de cada trabalhador, é indispensável fornecer melhorias nas áreas de salários, habitação, higiene e educação, proibir o trabalho infantil e determinar uma quantidade máxima de horas de trabalho de dez horas e meia. Para 1817 ele formulou o objetivo do dia de oito horas e cunhou o lema de oito horas de trabalho, oito horas para viver e oito horas de descanso (8 hours labour, 8 hours recreation, 8 hours rest).
A Associação Internacional dos Trabalhadores definiu a jornada de oito horas diárias como uma demanda central, a partir do Congresso de Genebra em agosto de 1866, declarando que a limitação legal do dia útil era uma condição prévia sem a qual todas as outras tentativas de melhoria e a emancipação da classe trabalhadora falhariam. Foi estimado como uma "grande contenda entre o domínio cego das leis da oferta e da procura que formam a economia política da classe média e a produção social controlada por previsão social, que forma a economia política da classe operária".
A Organização Internacional do Trabalho, em 1919, adotou a primeira convenção, definindo que a jornada de trabalho não deve ultrapassar 8 horas por dia e 48 horas por semana. Em 1935, adotou uma nova convenção definindo o limite de horas semanais em quarenta. Quinze países assinaram a convenção A constituição mexicana (1917) foi a primeira constituição a limitar a jornada diária em oito horas, seguida pela constituição de Weimar (1919).

## No Brasil
Desde o Brasil Império os trabalhadores reivindicavam uma jornada de trabalho de oito horas. Com a Proclamação da República do Brasil as demandas ganharam um engajamento social por todo o território nacional. 
Em 1889 a Segunda Internacional havia definido o 1 de maio como Dia do Trabalhador para exatamente pleitear a jornada de oito horas. Um ano depois, em maio de 1890, os estatutos da Liga Operária de Pernambuco tinham dentre as metas a jornada de trabalho de oito horas diárias. Grupos organizados de trabalhadores em outros estados como Bahia, Ceará, Rio de Janeiro também apresentaram suas demandas em congressos e na celebração de primeiro de maio. 
O Governo Deodoro da Fonseca, pelo decreto nº 313, de 1891, impedia que menores de idade trabalhassem por mais de nove horas, mas tinha incidência somente no Distrito Federal - à época, o Rio de Janeiro.
Foi só depois de mais de 40 anos que as demandas da classe trabalhadora foram contempladas. A jornada de trabalho de oito horas diárias para o comércio foi instituída no Brasil pelo Decreto 21.186, em 22 de março de 1932 e para a indústria em 4 de maio de 1932 por Getúlio Vargas.
O processo de proteção à jornada de trabalho seria reforçado em 1943, a partir da Consolidação das Leis do Trabalho (CLT), criando o teto de duas horas-extras diárias e os 30 dias de férias. A Lei 605/1949 traria outro avanço, com o descanso semanal remunerado. A Constituição de 1988, por seu turno, estabeleceu o limite semanal de 44 horas de trabalho. Recentemente, a reforma trabalhista de 2017 trouxe modificações significativas ao modo como é contado o tempo de trabalhadores e trabalhadoras, abrindo margem para que convenções e acordos coletivos modifiquem a jornada de trabalho e estabelecendo critérios para a chamada jornada parcial.

### Em Portugal
Em Portugal, a jornada de trabalho de oito horas (observando o mínimo de um dia semanal para descanso) para "trabalhadores e empregados do Estado, das corporações administrativas e do comércio e indústria, com excepção dos rurais e domésticos" foi aprovada pelo Decreto n.º 5 516 a 7 de Maio de 1919.
No entanto, foi apenas em 1962, 43 anos mais tarde, que os trabalhadores rurais alcançaram a mesma redução da jornada do trabalho (que era ainda de "sol a sol") após uma sequência de greves às quais se juntaram mais de cem mil trabalhadores do Alentejo e Ribatejo.